# Giovanni Marchesini (filosofo)
Giovanni Marchesini (Noventa Vicentina, 1868 – Padova, 1931) è stato un filosofo e pedagogista italiano, esponente del positivismo materialista italiano..

## Biografia
Nato nella provincia di Vicenza nel 1868, s'iscrisse a Lettere all'Università di Padova nel 1886 e seguì il corso di Roberto Ardigò, il maggiore esponente del positivismo filosofico italiano , nel 1887–88. Interruppe poi gli studi per ragioni finanziarie e insegnò in varie scuole medie. Condirettore con Enea Zamorani, dal 1899, della Rivista di Filosofia Pedagogia e Scienze Affini, l'organo del positivismo ardigoiano che nel 1901 mutò il nome in Rivista di Filosofia e Scienze affini, ne divenne poi direttore nel 1904 e proprietario l'anno successivo; successivamente confluì con la neokantiana Rivista filosofica di Carlo Cantoni e infine nella Rivista di filosofia edita da Angelo Fortunato Formiggini (1908).
Conseguì la libera docenza in filosofia morale a Padova nel 1900 dove fu nominato professore straordinario di questa disciplina nel 1902 e ordinario nel 1906, passando alla cattedra di pedagogia nel 1922.  
Tra i suoi numerosi scritti,  oltre ad opere di filosofia, psicologia e pedagogia, anche diversi manuali per le scuole. Notevole il suo libro sulle Finzioni dell'anima del 1905 con cui anticipa le tesi principali della Filosofia del come se di Hans Vaihinger (1911) e che applica poi alla pedagogia nel 1925. Diresse il Dizionario delle scienze pedagogiche, edito dalla Società Editrice Libraria di Milano nel 1929. Tradusse, inoltre, un testo del filosofo empirista britannico John Locke Pensieri sull'educazione, edito da Sansoni nel 1922 e più volte ristampato .
Morì a Padova, a circa sessantatré anni, nel 1931.

## Opere (selezione)
- Il problema della vita, Montagnana, Tip. Spighi, 1889.
- Saggio sulla naturale unità del pensiero, Firenze, Sansoni, 1895.
- Elementi di psicologia ad uso dei licei tratti dalle opere filosofiche del prof. Roberto Ardigò, Firenze, Sansoni, 1895.
- Elementi di logica secondo le opere di R. Ardigò, St. Mill, A. Bain ecc., prefazione di Roberto Ardigò, Firenze, Sansoni, 1896.
- Elementi di morale, ad uso anche dei licei, secondo le opere degli scienziati moderni, prefazione di Roberto Ardigò, Firenze, Sansoni, 1896.
- La crisi del positivismo e il problema filosofico, Torino, Bocca, 1898.
- Le amicizie di collegio (con prefazione di E. Morselli e in collaborazione col Dott. Obici), Roma, Società Ed. "Dante Alighieri ", 1898.
- Elementi di pedagogia : Con un'appendice di cento scelte citazioni, Firenze, Sansoni, 1899.
- Doveri e diritti : ad uso delle scuole tecniche e complementari, Milano-Palermo, Sandron, 1900.
- La teoria dell'utile : principi etici fondamentali e applicazioni, Milano-Palermo, Sandron, 1900.
- Il Simbolismo nella conoscenza e nella morale, Torino, Bocca, 1901.
- Il dominio dello spirito, ossia Il problema della personalità e il diritto all'orgoglio, Torino, Bocca, 1902.
- Le finzioni dell'anima. Saggio di Etica pedagogica, Bari, Laterza, 1905.
- Corso sistematico di pedagogia generale , Torino, Paravia, 1907.
- Il principio della indissolubilità del matrimonio e il divorzio, Padova-Verona, Drucker, 1902.
- Elementi di logica, ed. interamente rifusa, Firenze, Sansoni, 1905.
- Disegno storico delle dottrine pedagogiche, Roma, Athenaeum, 1913.
- La dottrina positiva delle idealità, Roma, Athenaeum, 1913.
- L'educazione morale, Milano, Vallardi, 1914.
- I problemi fondamentali della educazione, 2ª ed. riveduta e ampliata, Torino, Paravia, 1922.
- I problemi dell'Emilio di G. G. Rousseau, Firenze, Bemporad, 1925.
- La finzione dell'educazione o la pedagogia del Come se, Torino, Paravia, 1925.
- L'educazione del soldato, con 50 problemi per esercitazioni, Firenze, La Voce, 1925.
- Il problema della scienza nella storia delle scienze : per i licei scientifici, Milano, Signorelli, 1927.
- Dizionario delle scienze pedagogiche : opera di consultazione pratica con un indice sistematico, direttore Giovanni Marchesini, collaboratori: Antonio Aliotta, Giuseppe Aliprandi e altri, Milano, Soc. Edit. Libraria, 1929.